# Chroogomphus tomentosus
Chroogomphus tomentosus är en svampart som först beskrevs av William Alphonso Murrill, och fick sitt nu gällande namn av O.K. Mill. 1964. Chroogomphus tomentosus ingår i släktet Chroogomphus och familjen Gomphidiaceae.   Inga underarter finns listade i Catalogue of Life.

## Bildgalleri

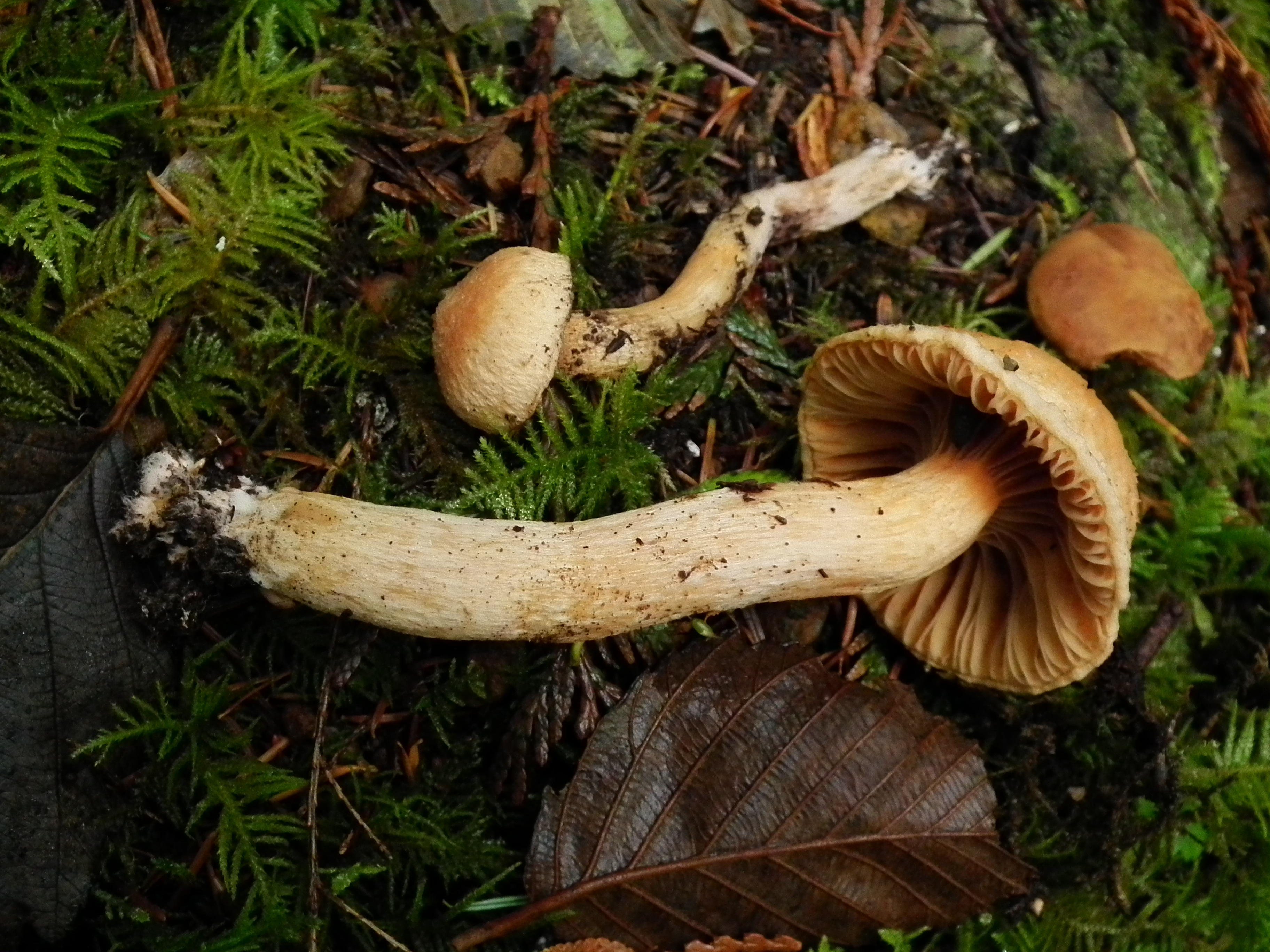